# Zanubrutinib
Le zanubrutinib est un médicament utilisé dans certains lymphomes et dans la maladie de Waldenström.

## Mode d'action
Il s'agit d'un inhibiteur de la tyrosine kinase de Bruton.

## Efficacité
Dans la maladie de Waldenström, l'efficacité du zanubrutinib est comparable à celle de l'ibrutinib, avec moins d'effets secondaires.
Dans la leucémie lymphoïde chronique récidivante ou réfractaire, le zanubrutinib est plus efficace que l'ibrutinib (un autre inhibiteur de la tyrosine kinase de Bruton) en termes de taux de réponse, durée de rémission, avec moins d'effets secondaires cardiaques.